# زیرچشمه
زیرچشمه، روستایی از توابع بخش ویسیان شهرستان خرم‌آباد در استان لرستان ایران است.

## جمعیت
این روستا در دهستان شوراب قرار دارد و براساس سرشماری مرکز آمار ایران در سال ۱۳۸۵، جمعیت آن ۱۲۶ نفر (۲۶خانوار) بوده‌است.